# Peucaea aestivalis
El chingolo de Bachman (Peucaea aestivalis), también conocido como sabanero cabecilistado, es una especie de ave paseriforme de la familia Passerellidae. Es endémica del sureste de Estados Unidos. El nombre común de la especie conmemora al reverendo y naturalista estadounidense John Bachman.

## Subespecies
Se reconocen tres subespecies:
- A. a. aestivalis (Lichtenstein, 1823)
- A. a. bachmani (Audubon, 1833)
- A. a. illinoensis (Ridgway, 1879)